# Конкордия (муниципалитет)
Конкордия (исп. Concordia) — муниципалитет в Мексике, штат Синалоа, с административным центром в одноимённом городе. Численность населения, по данным переписи 2010 года, составила 28493 человека.

## Общие сведения
Название Concordia с испанского языка можно перевести как место объединения. Оно было дано городу Вилья-де-Сан-Себастьян, после прошедшего здесь объединения двух масонских братств.
Площадь муниципалитета равна 2167 км², что составляет 3,78 % от площади штата. Он граничит с другими муниципалитетами штата Синалоа: на юге с Росарио, а на западе и севере с Масатланом, а также на востоке граничит с другим штатом Мексики — Дуранго.

## Учреждение и состав
Муниципалитет был образован 8 апреля 1915 года, в его состав входит 194 населённых пункта, самые крупные из которых:
| Код INEGI | Населённый пункт                                       | Численность населения (2005 год) | Численность населения (2010 год) |
| --------- | ------------------------------------------------------ | -------------------------------- | -------------------------------- |
| 004       | Всего                                                  | 27001                            | 28493                            |
| 0001      | Конкордия (исп. Concordia) (административный центр)    | 8304                             | 8328                             |
| 0003      | Агуа-Кальенте-де-Гарате (исп. Agua Caliente de Gárate) | 1752                             | 1865                             |
| 0100      | Месильяс (исп. Mesillas)                               | 1614                             | 1676                             |
| 0162      | Эль-Верде (исп. El Verde)                              | 1265                             | 1263                             |
| 0071      | Эль-Уахоте (исп. El Huajote)                           | 1066                             | 1147                             |
| 0039      | Ла-Консепсьон (исп. La Concepción (La Barrigona))      | 976                              | 1050                             |
| 0125      | Ла-Петака (исп. La Petaca)                             | 788                              | 928                              |

## Экономическая деятельность
По статистическим данным 2000 года, работоспособное население занято по секторам экономики в следующих пропорциях: сельское хозяйство, скотоводство и рыбная ловля — 36,7 %, промышленность и строительство — 26 %, сфера обслуживания и туризма — 33,5 %, прочее — 3,9 %.

## Инфраструктура
По статистическим данным 2010 года, инфраструктура развита следующим образом:
- электрификация: 94,3 %;
- водоснабжение: 90,4 %;
- водоотведение: 85,7 %.

## Туризм
Основные достопримечательности:
- здание администрации;
- церковь Сан-Себастьяна, построенная из горного камня в середине XVII века;
- монумент Бенито Хуаресу в муниципальном центре;
- мост Балуарте, занесённый в книгу рекордов Гиннесса.

## Фотографии

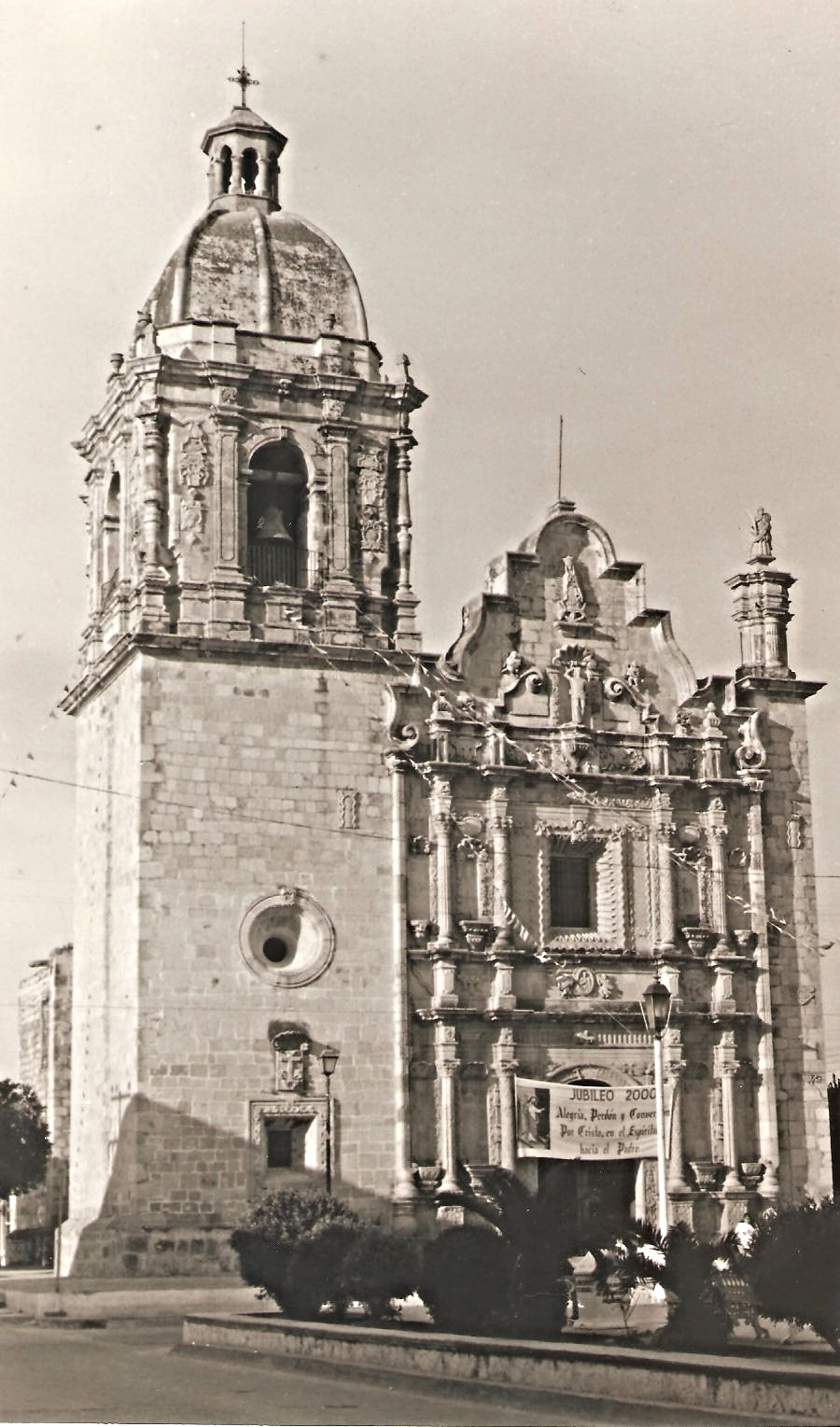
Церковь Сан-Себастьяна
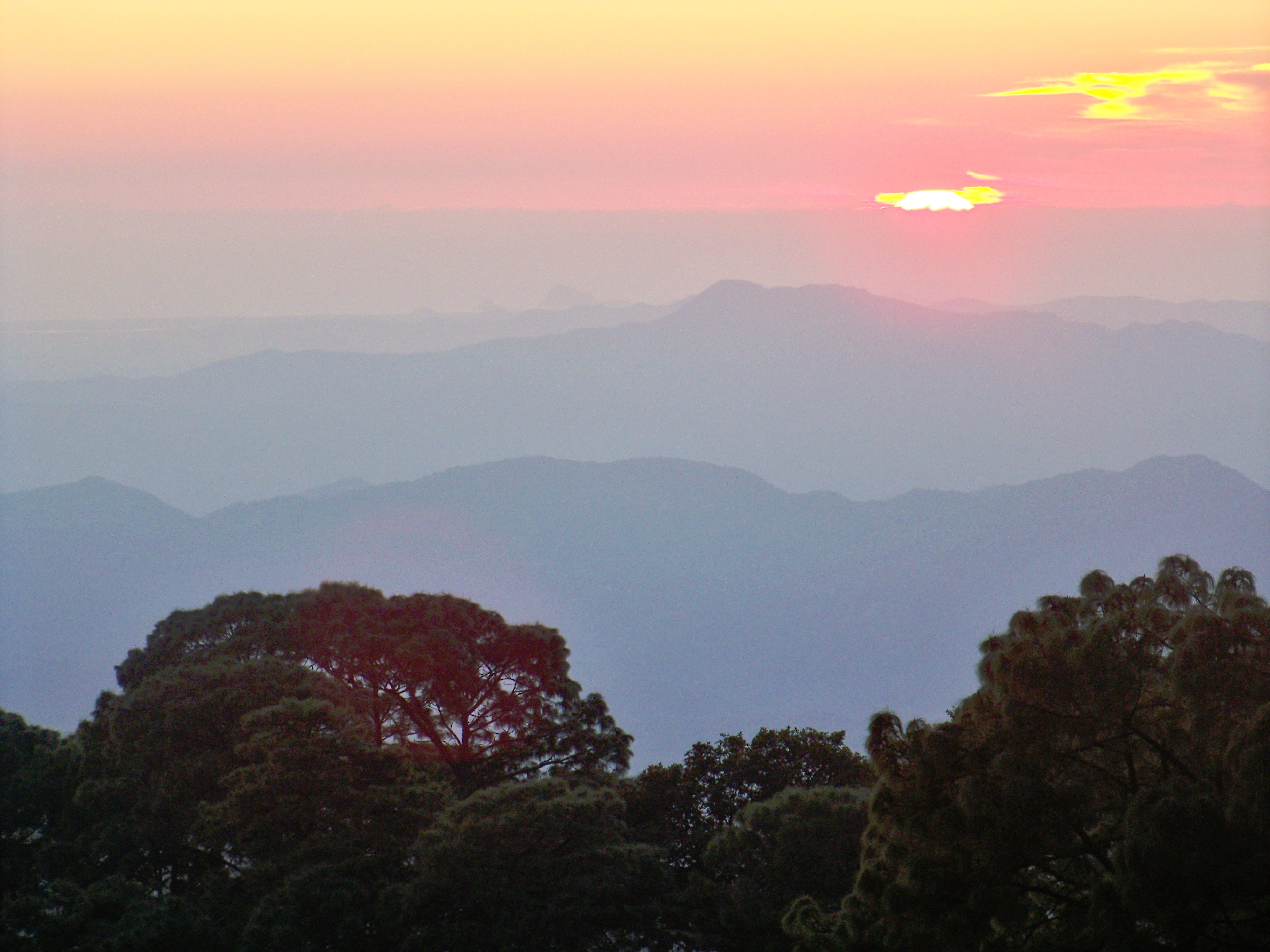
Вид на закат в горах
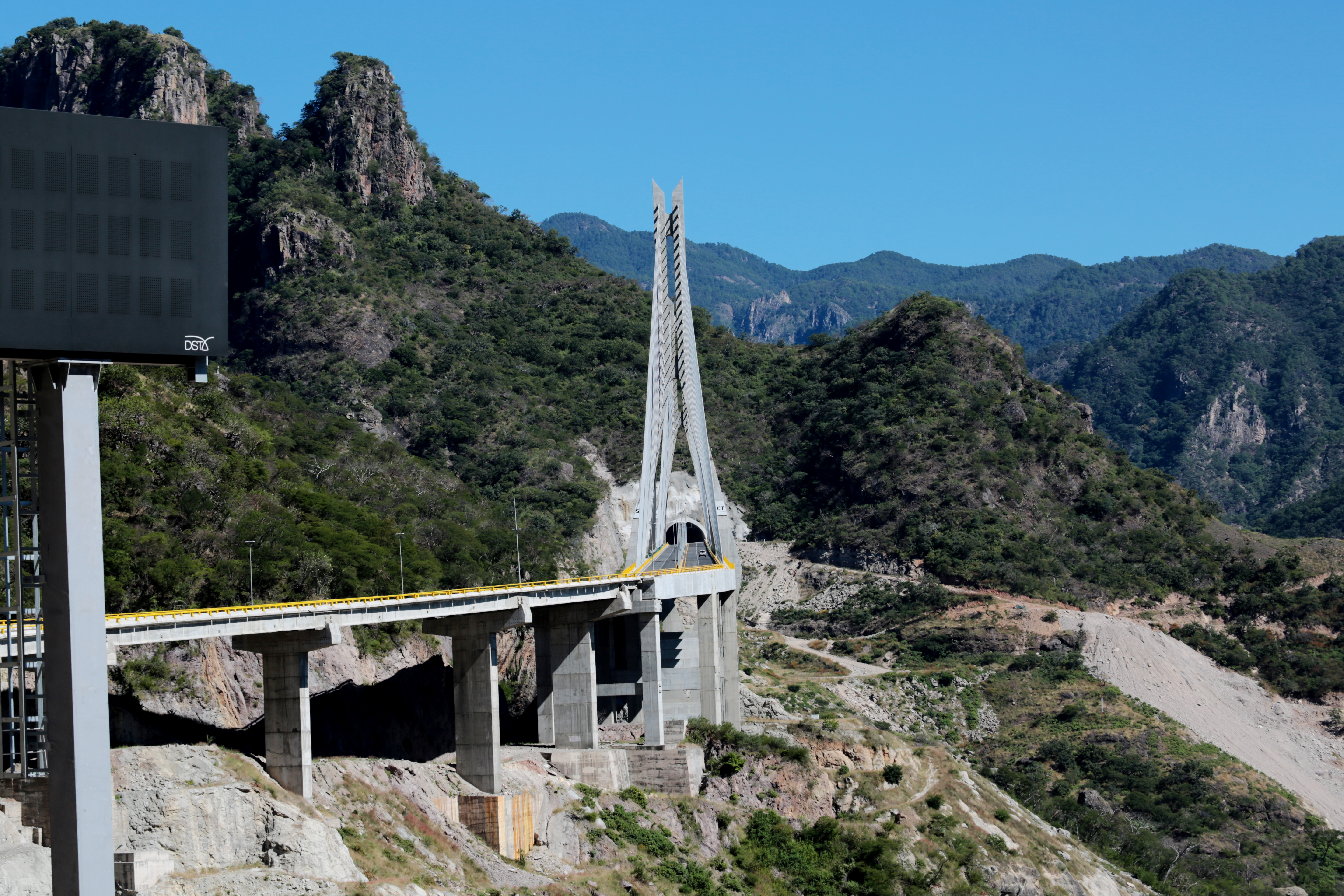
Вид на Мост Балуарте